# 44 км (зупинний пункт)
44 кіломе́тр — пасажирська зупинна залізнична платформа Донецької дирекції Донецької залізниці. Розташована на західній околиці міста Моспине, Пролетарський район Донецька, Донецької області на лінії Ларине — Іловайськ між станціями Менчугове (6 км) та Моспине (2 км).
Через військову агресію Росії на сході України транспортне сполучення припинене, водночас Яндекс.Розклади вказує на наявність пасажирських перевезень.